# Carl Sanders
Carl Edward Sanders Sr. (Augusta, 15 maggio 1925 – Atlanta, 16 novembre 2014) è stato un politico e avvocato statunitense.

## Biografia
Frequentò l'Università della Georgia grazie ad una borsa di studio sportiva; promettente giocatore di football americano, venne tuttavia arruolato allo scoppio della seconda guerra mondiale come pilota di B-17. Rientrato in patria alla fine del conflitto, poté concludere gli studi e divenire avvocato.
Di tendenze progressiste e pro-diritti civili, Sanders si distinse subito nell'ambiente politico della Georgia, venendo eletto all'Assemblea statale nel 1954. La sua popolarità crebbe sempre più finché si candidò a governatore della Georgia nel 1962, sconfiggendo il segregazionista Marvin Griffin e divenendo il governante più giovane eletto allora in tutti gli Stati Uniti (era, inoltre, anche il primo georgiano eletto tramite voto popolare diretto). Durante il suo mandato Sanders si distinse per il riformismo, ammodernando la Georgia e rendendola uno degli Stati dalla crescita più rapida del Profondo Sud. Reintrodusse inoltre gli afroamericani nella vita politica locale, dalla quale erano stati esclusi per vari decenni a causa della segregazione razziale. Favorì inoltre la fondazione della squadra di football degli Atlanta Falcons.
Al termine del proprio mandato nel 1967, nonostante fosse ancora molto popolare, scelse di non ricandidarsi e rifiutò persino una posizione offertagli dal presidente degli Stati Uniti Lyndon Johnson, preferendo tornare ad esercitare l'avvocatura. Rimasto ad Atlanta, fondò lo studio legale di successo Troutman Sanders; nel 1970 tornò sui suoi passi e decise di ricandidarsi come governatore, perdendo tuttavia alle primarie democratiche contro Jimmy Carter.
Demoralizzato dall'ultima sconfitta, decise di non ricandidarsi più a nessun incarico, continuando tuttavia a gestire le campagne elettorali dei successivi governatori George Busbee e Zell Miller. Negli anni successivi si concentrò sull'espansione del proprio studio legale, che si internazionalizzò e aprì delle sedi anche in Virginia, a Londra e ad Hong Kong.
Morì nel 2014, in seguito ai postumi di una caduta dalle scale di casa sua.